# 秋元美晴
秋元 美晴（あきもと みはる、1951年 - ）は、日本の国語学者、日本語教育研究者。恵泉女学園大学人文学部日本語日本文化学科教授。東京都生まれ。

## 学歴
- 1973年　-　青山学院大学文学部日本文学科卒業
- 1986年　-　青山学院大学大学院文学研究科日本文学・日本語専攻博士課程単位取得満期退学

## 職歴
- 1984年　-　ロンドン大学アジア・アフリカ研究所,日本語教師（～1985年）
- 1985年　-　上智大学非常勤講師（～1989年）
- 1988年　-　玉川大学非常勤講師（～1992年）
- 1991年　-　聖心女子大学非常勤講師（～1994年）
- 1991年　-　神奈川大学非常勤講師（～1995年）
- 1995年　-　青山学院大学非常勤講師（～1997年）
- 1998年　-　学習院大学文学部客員研究員（～1999年）
- 1999年　-　青山学院大学非常勤講師（～2002年）
- 2003年　-　日本大学大学院総合社会情報研究科非常勤講師（～現在）
- 2004年　-　青山学院大学非常勤講師（～現在）
- 2008年　-　国立国語研究所滞在研究員（～2009年）
- 2009年　-　桜美林大学大学院非常勤講師（～現在）

## 著書・共著書
- ペアで覚えるいろいろなことば―初・中級学習者のための連語の整理― 1996 武蔵野書院
- 形容詞の装定用法と述定用法(『林巨樹先生古稀記念甲戌論集』) 1996 武蔵野書院
- よくわかる語彙 2002 アルク
- NAFL Institute 日本語教師養成通信講座 日本語の文字･表記 2002 アルク
- 連語の研究と語彙運用能力向上のための指導法(『総合的日本語教育を求めて』) 2002
- 現代小説に見られる感動詞的呼びかけ語の連語性（『表現と文体』）2005 明治書院
- ことばと文化をめぐって―外から見た日本語発見記― 2006 ひつじ書房
- 日本語教育探求法 2007 朝倉書店